# فريتز دليوس
فريتز دليوس (بالألمانية: Fritz Delius)‏ هو كاتب سيناريو وممثل ألماني، ولد في 1889 في ألمانيا، وتوفي في 20 سبتمبر 1966 في سويسرا.

## وصلات خارجية
- فريتز دليوس على موقع IMDb (الإنجليزية)
- فريتز دليوس على موقع ميوزك برينز (الإنجليزية)
- فريتز دليوس على موقع قاعدة بيانات الأفلام السويدية (السويدية)
- فريتز دليوس على موقع قاعدة بيانات الفيلم (الإنجليزية)